# Autostrada A20 (Portugalia)
Autostrada A20 (port. Autoestrada A20, Circular Regional Interior do Porto (CRIP)) – autostrada w północnej Portugalii, na północ od Porto.
Autostrada zaczyna się Carvalhos, a kończy we Francos i stanowi element obwodnicy Porto i cześć trasy E1.

## Historia budowy
|     | Odcinek                      | Inauguracja | Długość |
| --- | ---------------------------- | ----------- | ------- |
|     | Pedroso () – Ponte do Freixo | 1995        | 8,0     |
| VCI | Ponte do Freixo              | 09/1995     | 0,8 km  |
| VCI | Ponte do Freixo – Antas      | 1995        | 3,1 km  |
| VCI | Antas – Amial                | 1994        | 2,8 km  |
| VCI | Amial – Nó de Francos ()     | 1989        | 2,1 km  |